# Portugal - Um Dia de Cada Vez
Portugal - Um Dia de Cada Vez é um documentário português realizado por João Canijo e Anabela Moreira. Estreou-se nos cinemas de Portugal a 5 de Novembro de 2015.

## Elenco
- Rui Macedo
- Pedro Moura Simão